# Medal Zasługi Łowieckiej

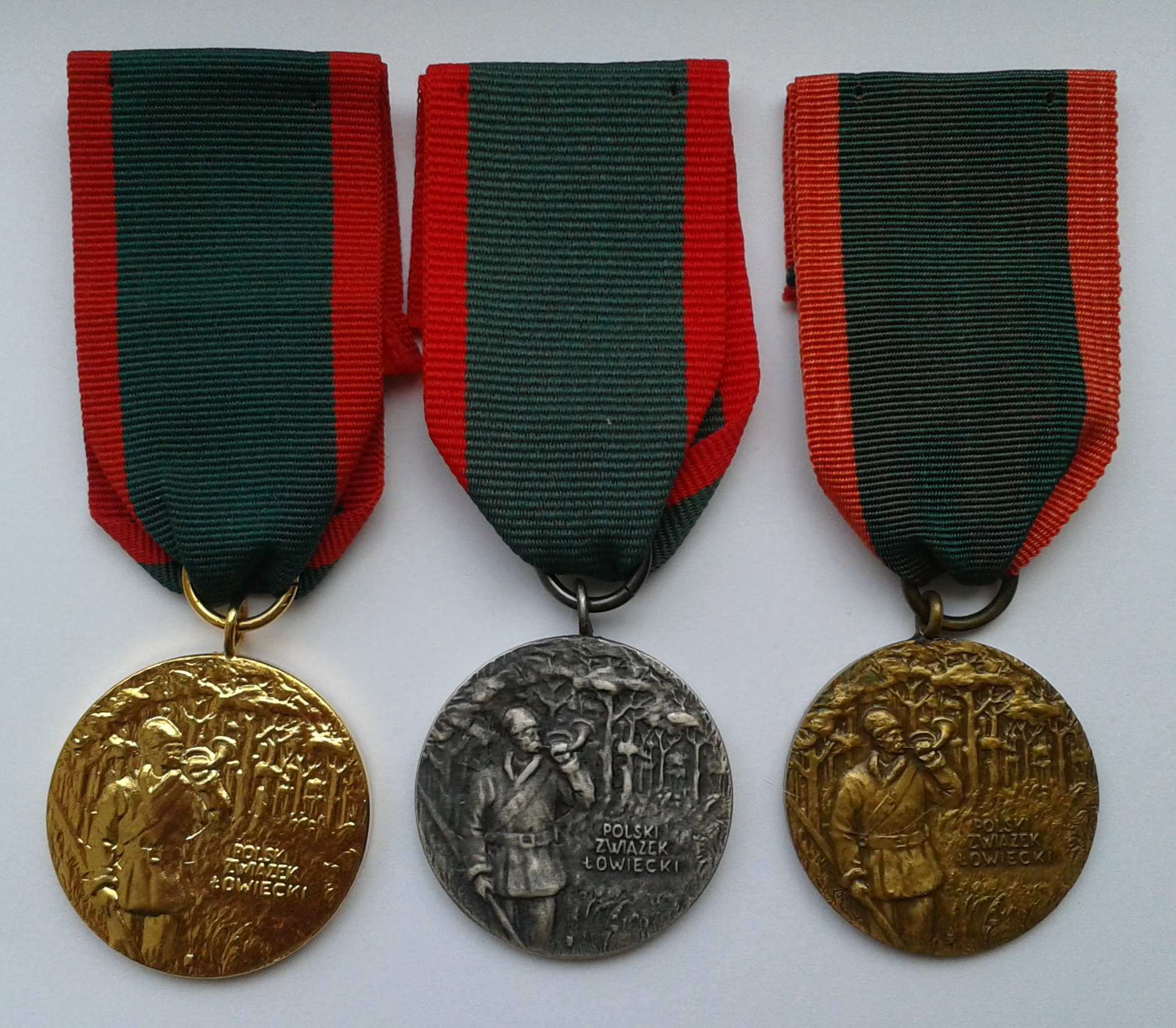
Medal Zasługi Łowieckiej komplet

Medal Zasługi Łowieckiej – odznaczenie Polskiego Związku Łowieckiego ustanowione 19 grudnia 1929.

## Wygląd
Na awersie umieszczono postać myśliwego na tle kniei, grającego na rogu myśliwskim; z prawej strony u dołu znajduje się napis: POLSKI ZWIĄZEK ŁOWIECKI. Na rewersie, w jego prawej stronie, widnieje wizerunek „złomu”.
- Medal o średnicy 34,5 mm jest ustanowiony i bity w trzech stopniach: złoty (tombak złocony), srebrny (srebrzony i oksydowany), brązowy (patynowany). Zawieszony jest na ciemnozielonej wstążce o szerokości 35 mm, długości 60 – 65 mm, z czerwonymi paskami (po 5 mm) na jej brzegach.
- Odznaczenia łowieckie nosi się po lewej stronie marynarki lub kurtki – według zasad ogólnie przyjętych. Zawiesza się je po odznaczeniach państwowych. W tej samej kolejności nosi się baretki.
- Zamiast Medalu Zasługi Łowieckiej można nosić jego miniatury lub baretki. Miniatura Medalu Zasługi Łowieckiej ma średnice 17 mm i zawieszona jest na wstążce o szerokości 15 mm, długości 20-25mm lub jej imitacji wykonanej z metalu pokrytego emalia. Baretki sporządzone są ze wstążki właściwej dla Medalu Zasługi Łowieckiej wysokości 8 mm nałożonej na podkładkę koloru czarnego. Odznacza się je złotym lub srebrnym galonikiem pionowo nałożonym w środku baretki.
- Do każdego nadanego odznaczenia wydawana jest legitymacja, a kołu łowieckiemu dyplom.

## Zasady nadawania
Złoty, Srebrny i Brązowy Medal Zasługi Łowieckiej nadaje się członkom Zrzeszenia za zasługi na polu łowiectwa, uwzględniając:
- wydajną i długotrwałą pracę organizacyjną w organach i innych strukturach PZŁ
- osiągnięcia w gospodarce łowieckiej ze szczególnym uwzględnieniem hodowli i ochrony zwierzyny
- ewidentne rezultaty w ochronie środowiska
- walkę z kłusownictwem
- osiągnięcia w strzelectwie myśliwskim
- znaczące osiągnięcia w hodowli, upowszechnianiu i układaniu psa myśliwskiego
- wzorową postawę etyczną i koleżeńskość

Regulamin przyznawania medali zasługi łowiectwa, zatwierdzony został przez Wydział Wykonawczy 11 grudnia 1929 roku. Dzień ten został uznany za datę ustanowienia Medalu Zasługi Łowieckiej.

## Odznaczeni medalem "Zasługi Łowieckiej"
- Jerzy Gosiewski
- Jan Kolenda
- Bolesław Kostkiewicz
- Tomasz Motyl
- Zenon Nowak
- Tadeusz Oleś
- Mieczysław Protasowicki
- Ignacy Stachowiak